# Žogica Nogica
Žogica Nogica je lik v istoimenski lutkovni igri Jožeta Pengova po literarni predlogi Jana Malíka. Zgodba je bila večkrat izdana na kasetah in zgoščenkah, avtor pa je napravil tudi slikaniško upodobitev igre. Z zgodbo o žogici Nogici mu je uspelo pri otrocih vzbuditi zanimanje in radovednost, saj se dogajanje vse do konca knjige stopnjuje.

## Vsebina
Živela sta dedek in babica, ki nista imela otrok. Ker je bilo njuno življenje polno žalosti, sta si kupila boben in lajno. Nekega dne pa sta ugotovila, da jima v življenju manjka še nekaj – otrok. Dedek si je želel fantka, babica pa punčko in med tem, ko sta drug drugega prepričevala, je skozi okno poskočila žoga. Pravo presenečenje je bilo, ko sta ugotovila, da žogica govori in ko jima pove, da je lačna, hitro odhitita k peku in v mlekarno po dobrine zanjo. V tem času pa je zmaju Tolovaju uspelo pregovoriti Žogico Nogico, naj gre z njim. Žal je zmaj ni pripeljal nazaj in to je babico in dedka tako razžalostilo, da sta se odpravila v svet poiskati svojo žogico. Za pomoč pri iskanju sta prosila tako policaja, vojaka, mehanika, strašilo kot tudi kužka in ptička. Naposled sta prispela do zmajevega doma in ob pomoči ostale družbe dobila žogico nazaj.

## Predstavitev literarnega lika
Žogica Nogica je literarni lik, ki predstavlja babičinega in dedkovega idealnega otroka. Prav to jima je v življenju manjkalo in le-tega sta si vedno želela. V prvem delu spoznamo žogico kot pogumno, ki se nikogar ne boji. Lepo uboga babičina navodila, nikogar ne spusti v hišo in je pridna, kot ji babica in dedek naročita. Je tudi odločna in ne želi kar tako oditi z zmajem, pa čeprav ji le-ta omeni mamljivo igro skrivalnic in raket. A vendar je žogico Nogico zlomil en sam majhen trenutek. Razbila je vazo, za katero je menila, da babici veliko pomeni in se ustrašila negativnih posledic, ki bi temu lahko sledile. Ker na noben način ni želela razočarati babice in dedka, se je pustila pregovoriti zmaju Tolovaju in se zapletla z njim v razburljivo pustolovščino, ki je zanjo predstavljala neprijetno izkušnjo. Tu se pokaže nasprotje njenim preteklim pogumnim dejanjem. Veselje in razposajenost se ji vrneta na obraz šele, ko jo babica in dedek rešita iz zmajevega brloga. Tukaj pa smo priča žogicini neizmerni in na prav poseben način pridobljeni navezanosti na »starša«.

## Primerjava lika
Lik žogice Nogice lahko primerjamo z likom žogice Marogice. Obe lutkovni predstavi sta nastali po predlogi Jana Malika. Žogico Marogico so si lahko nekateri že leta 1951 ogledali v obliki lutkovne predstave, ki so jo odigrali že več kot 1100 krat.

## Odlomka iz knjige
- Odlomek 1:

»…Dedek se je že napotil k vratom, ko se je nenadoma zasukal:«Ali te ne bo strah, ko boš sama žogica?« »Jaz sem žogica Nogica in se nikogar ne bojim!« je cepetnila njuna mala varovanka. »Če bi kdo prišel,«  je rekla babica, »mu reci, naj počaka zunaj in da se takoj vrneva. Si razumela, žogica?« »Jaz sem žogica Nogica in razumem vse«…«
- Odlomek 2:

»…»Tolovajček, ne maram ostati tu, zbežala bom, »se je odločila Nogica. »Zletiva po sobi,« je začel zmaj, a žogica ga je prekinila. »Rajši takoj na cesto, visoko, visoko in strašno daleč,« je dahnila. »Torej se me primi za rep! In močno se drži!« Žogica se ga je prijela in zmaj je zakrožil po sobi: gor, dol, osmica, deteljica. »Joj,« je zajavkala žogica, »bojim se! Dedek, babica!«…«

## Izdaje knjig
- Ljubljana: Mladinska knjiga, 1951
- Ljubljana: Mladinska knjiga, 1996
- Ljubljana: Mladinska knjiga, 2003
- Ljubljana: Mladinska knjiga, 2005

## Zvočni posnetki
- Ljubljana: RTV, Produkcija kaset in plošč, p 1978, d [1992]
- Ljubljana: RTV, Založba kaset in plošč, [1995, p 1954]